# Jayne Atkinson
 (mars 2016).
Si vous disposez d'ouvrages ou d'articles de référence ou si vous connaissez des sites web de qualité traitant du thème abordé ici, merci de compléter l'article en donnant les références utiles à sa vérifiabilité et en les liant à la section « Notes et références ».
Jayne Atkinson est une actrice britannique, née le 18 février 1959 à Bournemouth (Royaume-Uni).

## Filmographie

### Cinéma
- 1993 : Sauvez Willy (Free Willy) de Simon Wincer : Annie Greenwood
- 1994 : L'Apprenti millionnaire (Blank Check) de Rupert Wainwright : Sandra Waters
- 1995 : Sauvez Willy 2 (Free Willy 2: The Adventure Home) de Dwight H. Little : Annie Greenwood
- 2003 : Psychoanalysis Changed My Life d'Ellen Novack (court métrage) : Marianne Loewe
- 2004 : Le Village (The Village) de M. Night Shyamalan : Tabitha Walker
- 2005 : Twelve and Holding de Michael Cuesta : Ashley Carges
- 2005 : Syriana de Stephen Gaghan : la chef de division
- 2009 : Handsome Harry de Bette Gordon : la femme de Kelly
- 2012 : Revenge for Jolly ! de Chadd Harbold : la réceptionniste
- 2016 : The Congressman de Jared Martin et Robert Mrazek : Casey Winship
- 2022 : Baby Ruby de Bess Wohl

### Télévision
- 1986 : A Year in the Life (mini série télévisée) : Lindley Gardner Eisenberg
- 1986 : Mal à l'âme (Between Two Women) (téléfilm)
- 1987-1988 : A Year in the Life (série télévisée) : Lindley Gardner Eisenberg
- 1989 : The Revenge of Al Capone (téléfilm) : Elizabeth
- 1990 : Parenthood (série télévisée) : Karen Buckman
- 1991 : Absolute Strangers (téléfilm)
- 1992 : Dans le seul intérêt des enfants (In the Best Interest of the Children) (téléfilm) : Wanda Birney
- 1995 : X-Files, épisode Parole de singe (série télévisée) : Willa Ambrose
- 2002 : New York, police judiciaire : docteur Claire Snyder (saison 12, épisode 20)
- 2003 : Our Town (téléfilm) : Mrs. Julia Gibbs
- 2005 : New York, police judiciaire : avocate de la défense Hammond (saison 15, épisode 22)
- 2006-2007 : 24 heures chrono, saison 5 et 6 (série télévisée) : Karen Hayes
- 2007-2020 : Esprits criminels (Criminal Minds) (série télévisée) : Chef de section Erin Strauss
- 2007 : New York, unité spéciale : assistante du procureur Marion Springer (saison 9, épisode 4)
- 2008 : New York, police judiciaire : sénatrice Melanie Carver (saison 18, épisode 6)
- 2008 : Recount (téléfilm) : Theresa LePore
- 2009 : Esprits criminels (saison 5, épisode 5) : Erin Strauss
- 2010 : Gossip Girl (série télévisée) : Dean Reuther
- 2011 : FBI : Duo très spécial (série télévisée) : Helen Anderson
- 2012 : Blue Bloods (série télévisée) : Sharon Harris
- 2012 : Perception (série télévisée) : Helen Paulson
- 2013-2018 : House of Cards (série télévisée) : sénatrice puis Secrétaire d'État Catherine Durant
- 2013 : The Following (série télévisée) : la mère de Jacob
- 2015 : American Odyssey; trois épisodes (série télévisée) : la mère de Harrison
- 2015 : Zoo; deux épisodes (série télévisée) : Amelia Sage
- 2016 : The Good Wife, épisode 19 (série télévisée) : juge de paix Nora Valentine
- 2016 : Chicago Med (série télévisée) : Laura Clay
- 2018 : Castle Rock, deux épisodes (série télévisée) : officier Reese
- 2018 : Madam Secretary (série télévisée) : Vice-Présidente Teresa Hurst
- 2018 : The Walking Dead (série télévisée) : Georgie
- 2019 : Bluff City Law (série télévisée) : Della Bedford
- 2021 : Clarice (série télévisée) : Ruth Martin

## Voix francophones
En France, Josiane Pinson est la voix régulière de Jayne Atkinson.
En France
| - Josiane Pinson dans : - X-Files : Aux frontières du réel (série télévisée) - 24 Heures chrono (série télévisée) - New York, unité spéciale (série télévisée) - Esprits criminels (série télévisée) - FBI : Duo très spécial (série télévisée) - Blue Bloods (série télévisée) - House of Cards (série télévisée) - Zoo (série télévisée) - Madam Secretary (série télévisée) - Bluff City Law (série télévisée) - Clarice (série télévisée) - Baby Ruby - Meurtres et Autres Complications (série télévisée) | - Emmanuèle Bondeville dans : - Sauvez Willy - Sauvez Willy 2 Et aussi - Dorothée Jemma dans Le Monde de Joan (série télévisée) - Pascale Vital dans Perception (série télévisée) - Françoise Pavy dans The Good Wife (série télévisée) |